# Panellenio Protathlema 1948-1949
La Panellenio Protathlema 1948-1949 è stata la 15ª edizione del campionato di calcio greco conclusa con la vittoria del Panathīnaïkos, al suo secondo titolo.
Capocannoniere del torneo fu Grigoriadis Vasilios (Aris Salonicco) con 4 reti.

## Formula
Le squadre partecipanti disputarono una prima fase a carattere regionale.
Le prime classificate dei gironi di Atene, Salonicco e Pireo si qualificarono alla fase finale dove disputarono un girone di andata e ritorno per un totale di 4 partite.
Alla vincente venivano assegnati 3 punti, due al pareggio e uno in caso di sconfitta.
Aris e Panathinaikos furono penalizzati di un punto.
Il Panathinaikos vinse il titolo grazie ad un miglior quoziente-reti

## Squadre partecipanti
| Squadra        | Città     | Stadio | Girone |
| -------------- | --------- | ------ | ------ |
| Arīs Salonicco | Salonicco |        | EPSM   |
| Olympiacos     | Il Pireo  |        | EPSP   |
| Panathīnaïkos  | Atene     |        | EPSA   |

## Classifica girone finale
|                   | Pos. | Squadra        | Punti | G | V | N | P | GF | GS | DR | QR    |
| ----------------- | ---- | -------------- | ----- | - | - | - | - | -- | -- | -- | ----- |
| Grecia (bandiera) | 1.   | Panathīnaïkos  | 9     | 4 | 3 | 0 | 1 | 7  | 4  | +3 | 1,75  |
|                   | 2.   | Olympiacos     | 9     | 4 | 2 | 1 | 1 | 12 | 8  | +4 | 1,5   |
|                   | 3.   | Arīs Salonicco | 5     | 4 | 0 | 1 | 3 | 5  | 12 | −7 | 0,416 |

Legenda:

      Campione di Grecia
Note:

Tre punti a vittoria, due a pareggio, uno a sconfitta.
Aris e Panathinaikos penalizzati di un punto

### Verdetti
- Panathinaikos campione di Grecia

## Marcatori
| Gol |  |  | Giocatore             | Squadra        |
| --- |  |  | --------------------- | -------------- |
| 4   |  |  | Grigoriadis Vasilios  | Arīs Salonicco |
| 3   |  |  | Christopoulos Stelios | Olympiacos     |